# Singlish

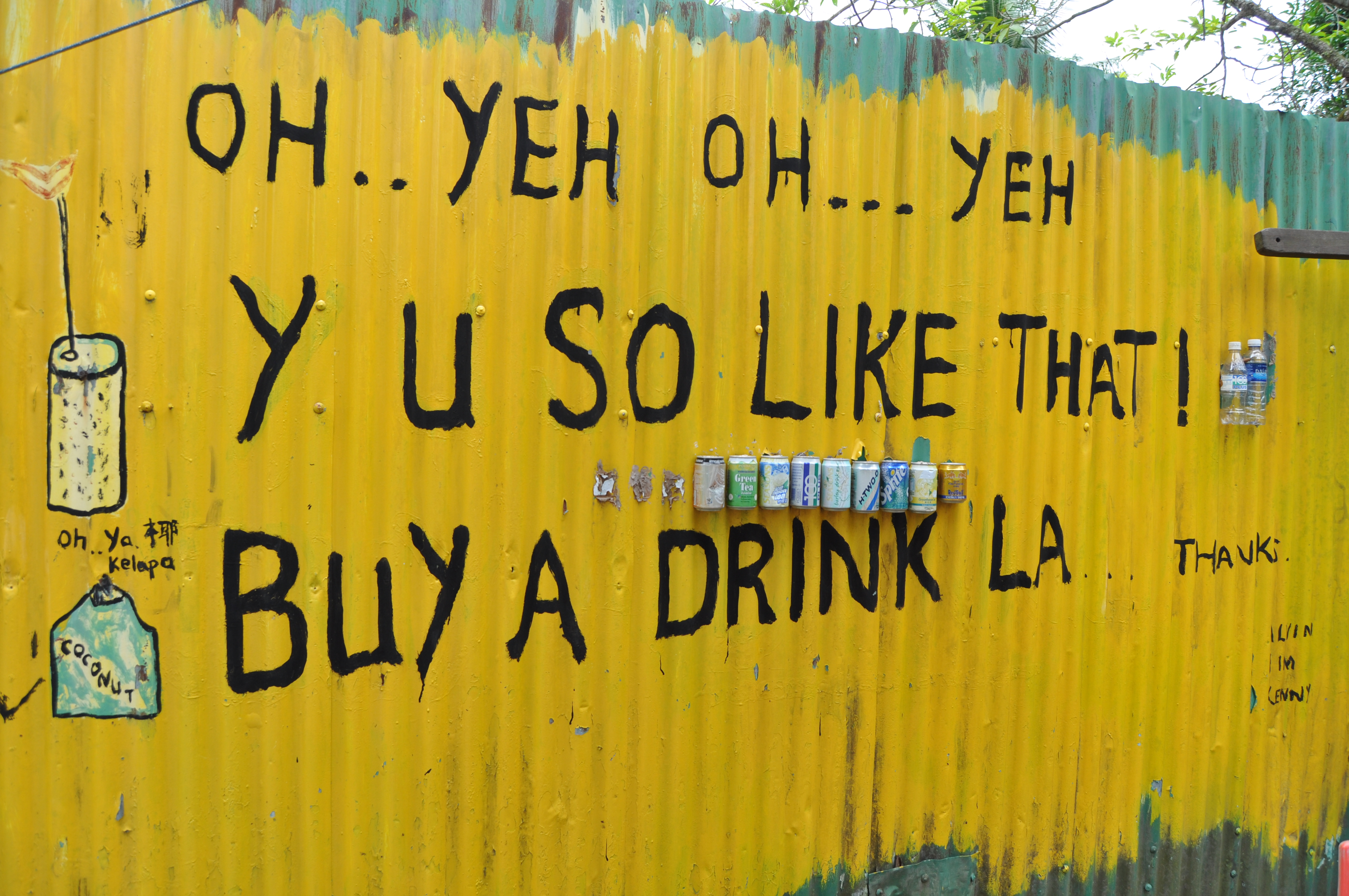
Un message publicitaire en Singlish à Pulau Ubin (Singapour).

Le Singlish, ou plus exactement Singaporean-English (français : anglais singapourien), est un dialecte ou un créole de Singapour basé sur l'anglais, dont il simplifie certaines règles de grammaire et intègre des mots malais , Tamil et chinois, y compris de dialectes comme le hokkien et le teochew. Il est très proche du  manglish, parlé dans certaines régions de Malaisie.
Le nombre de locuteurs est d'au moins 4 millions sur les plus de 5 millions d'habitants que compte Singapour. 
Le terme est un mot-valise produit par la contraction des mots Singapore et English.

## Autres langues mélangées
- Franglais
- Denglisch
- Japoñol
- Llanito
- spanglish